# امیلیو آگوینالدو
امیلیو فمی آگوینالدو (انگلیسی: Emilio Famy Aguinaldo؛ زاده ۲۲ مارس ۱۸۶۹ - درگذشته ۶ فوریهٔ ۱۹۶۴) یک سیاست‌مدار اهل فیلیپین بود. وی از رهبران انقلاب فیلیپین بود و اعلامیه استقلال فیلیپین را صادر کرد.